# Pulentos
Pulentos é uma série de animação chilena em 3D que se emitiu originalmente em 2005 e 2006 por Canal 13. Foi realizada pela produtora Terceiro Hemisfério a partir da criação do jornalista Werne Núñez, então editor da área infantil de Canal 13, e o cineasta Sebastián Silva.
O fenómeno traspassou o ecrã com uma trilha corrente que incluiu a dois integrantes do dissolvido grupo Makiza, Ana Tijoux e Som Ácido, além da rapera Vitami e a participação exclusiva de Luis Miguel. As canções foram incluídas em dois álbuns que atingiram níveis de Disco de Platino e Ouro e se realizaram concertos em recintos como o Teatro Teletón. A banda continua na actualidade sem Tijoux, apresentando-se em 2011 e 2019 no festival Lollapalooza.
Também se realizou um filme da série, desta vez em animação 2D, estreada em cinemas o 11 de dezembro de 2007. A trilha corrente incluiu a participação dos mexicanos Plastilina Mosh.
1. ↑  ElMostrador.cl, 08/08/2006 Los Pulentos reaparecen en noviembre con nuevos personajes Erro na predefinição wayback: Verifique |url= value. Vazio.
2. ↑  WOW.cl, 17/07/2007, Y los usuarios que van a Pulentos son...
3. ↑  «Pulentos: los cabros chicos se echaron Kidzapalooza al bolsillo». La Tercera. Consultado em 30 de março de 2019. Cópia arquivada em 27 de abril de 2021